# Golgo 13: O Profissional
Golgo 13: O Profissional, conhecido simplesmente como Golgo 13 (ゴルゴ13) no Japão, é uma adaptação cinematográfica japonesa do mangá Golgo 13 lançado em 28 de maio de 1983 pelo Tokyo Movie Shinsha. É o primeiro filme de animação baseado no mangá e no terceiro filme em geral.

## Elenco
| Personagem               | Japonês           | Português (Dublavídeo, São Paulo) |
| ------------------------ | ----------------- | --------------------------------- |
| Duke Togo/Golgo 13       | Tetsurō Sagawa    | Guilherme Lopes                   |
| Leonard Dawson           | Gorō Naya         | Felipe Di Nardo                   |
| Cindy / Doctor Zed       | Toshiko Fujita    | Cecília Lemes                     |
| Tenente Bob Bragan       | Kōsei Tomita      | Dráusio de Oliveira               |
| General T. Jefferson     | Kiyoshi Kobayashi | João Francisco Garcia             |
| Laura Dawson             | Reiko Mutō        | Márcia Regina                     |
| Rita                     | Kazue Komiya      | Tânia Gaidarji                    |
| E. Young                 | Ichirō Murakoshi  | Desconhecido                      |
| F. Garvin                | Shingo Kanemoto   | João Paulo                        |
| Relojoeiro               | Koichi Chiba      | Walter Breda                      |
| Pablo                    | Takeshi Aono      | Affonso Amajones                  |
| Robert Dawson            | Kei Tomiyama      | Mauro Eduardo                     |
| Bishop Moretti           | Rokurō Naya       | Fábio Vila Longa                  |
| Paco                     | Shunsuke Shima    | Desconhecido                      |
| Albert                   | Kōichi Kitamura   | César Leitão                      |
| Emily Dawson             | Kumiko Takizawa   | Tânia Gaidarji                    |
| Operador do Computador 1 | Kazuo Hayashi     | Paulo Porto                       |
| Guarda-costas de Cindy   | Daisuke Gōri      | Desconhecido                      |
| Caçula de Cindy          | Issei Futamata    | Desconhecido                      |
| Carcereiro               | Yusaku Yara       | Desconhecido                      |
| Snake                    | Mitsuo Senda      | Carlos Campanile                  |
| Gold                     | Desconhecido      |                                   |
| Silver                   | Desconhecido      |                                   |